# Newtownabbey (distrikt)
Newtownabbey var ett distrikt i grevskapet Antrim i Nordirland. Distriktet ligger norr om Belfast Lough och även norr om Belfast.
Distriktet upprättades år 1957 och blev år 1970 självstyrande då grevskapen förlorade sin administrativa funktion.
I samband med en distriktsreform i Nordirland slogs distriktet samman 1 april 2015 med distriktet Antrim till distriktet Antrim and Newtownabbey. 

## Städer
- Ballyclare
- Glengormley
- Newtownabbey